# Науменко, Владимир Павлович
Влади́мир Па́влович Нау́менко (19 июля 1852, Новгород-Северский — 8 июля 1919, Киев) — украинский педагог, учёный-филолог (специализировался на истории украинской литературы, изучении украинского фольклора), журналист, общественный деятель.
В марте 1917 года в течение двух недель временно возглавлял Украинскую Центральную раду до возвращения из ссылки Михаила Грушевского, после чего отказался войти в УЦР. Министр просвещения в последнем правительстве гетмана П. П. Скоропадского (ноябрь 1918).
Арестован ЧК по обвинению в контрреволюционной деятельности, осуждён и расстрелян в июле 1919 года.

## Жизнь и деятельность
Родился в семье директора гимназии. Детство провёл в Новгороде-Северском (1852—1856) и Белой Церкви. В 1861 году семья переехала в Киев. В 1868 году закончил Вторую киевскую гимназию, в 1873 году — славяно-русское отделение историко-филологического факультета Киевского университета.
В 1874 году женился на Вере Николаевне Шульгиной, сестре известного историка Я. Н. Шульгина.

### Украинское национальное движение
Вся жизнь В. П. Науменко была связана с украинским национальным движением. В начале 1870-х он стал членом киевской «Старой громады», с 1875 года — её казначей, с 1876 года вошёл в состав так называемой группы двенадцати — тех членов «Старой громады», которые приняли решение после издания Эмсского указа перенести свою деятельность за границу. Науменко редактировал материалы перед их отправкой за границу М. Драгоманову, который занимался вопросами их печати в женевской типографии. С начала 1900-х гг. Науменко фактически возглавлял «Старую громаду». Активно работал он и в созданном в 1873 году по инициативе членов «Старой громады» Юго-Западном отделе Российского географического общества. В 1906—1910 гг. Науменко — активный член киевской «Просвиты». В 1902 году купил на своё имя участок земли, на котором находилась могила Тараса Шевченко, и взял на себя заботы по поддержанию её в порядке.
В течение многих лет В. П. Науменко преподавал русскую словесность в различных учебных заведениях Киева. Получил широкое признание как блестящий педагог, методист и общественный деятель. В 1905 году открыл частную гимназию, считавшуюся одной из лучших в городе.
Владимир Павлович постоянно высказывал своё убеждение, что наиболее эффективным школьное обучение может быть лишь тогда, когда оно ведётся на родном языке ребёнка. Именно поэтому он прилагал огромные усилия для того, чтобы добиться отмены Эмсского указа 1876 года о запрете использования украинского языка в школах. В 1881 году он подготовил для сенатора Половцева памятную записку о необходимости возвращения украинского языка в школу, однако в условиях реакции, развернувшейся в Российской империи после покушения на царя, об этом не могло быть и речи.

### Журналистика
В 1893—1906 — главный редактор, а с 1902 года — ещё и издатель ежемесячного историко-этнографического и литературного журнала «Киевская старина». Автор 115 журнальных публикаций.
Именно при Науменко «Киевская старина» из чисто научного издания постепенно превращается в орган украинофильства, на страницах которого разворачивается борьба за свободное развитие украинской литературы, появляются статьи, характеризующие политическую ситуацию в Восточной Украине (Надднепрянщине), Галиции, Буковине.
В журнале публиковались статьи, в которых отстаивалось право украинского народа на собственный язык, а в конце 1890-х гг. журнал стал участником дискуссии о самостоятельности украинского языка и литературы и об их месте в семье славянских языков. Известна полемика, которую на страницах журнала Науменко вёл с Т. Д. Флоринским, который отказывался признавать украинский язык особым языком, а не «малорусским наречием» (напр.: Науменко В. Решён ли проф. Т. Д. Флоринским вопрос о книжной малорусской речи? // Киевская старина. 1900. Т. 68, кн. 1).
Ещё в начале 1880-х гг. Науменко совместно с другими членами «Старой громады» приступил к сбору материалов для словаря живого украинского языка. В конце десятилетия Науменко и Е. Тимченко начали редактирование собранных материалов, а в 1896 году с согласия руководителя министерства внутренних дел словарь на первые две буквы алфавита был разослан подписчикам в качестве бесплатного приложения к журналу «Киевская старина». Окончательная работа над словарём по договору со «Старой громадой» была проделана Б. Д. Гринченко, под чьим именем четырёхтомный «Словарь украинского языка» и вышел в свет в 1907—1909 гг.
Именно в результате активных усилий Науменко в 1898 году журнал получил разрешение на публикацию художественных произведений на украинском языке и создание украинской типографии; а ещё через два года был открыт книжный склад «Киевской старины».
Журналистская деятельность Науменко была связана и с другими периодическими изданиями: в конце 1870-х — начале 1880-х гг. он сотрудничал с газетой «Труд», в 1898 г. участвовал в создании газеты «Киевские отклики», в 1905—1906 гг. совместно с И. Лучицким основал газету «Свобода и право» — орган киевского комитета партии кадетов. В конце 1906 года он получил свидетельство на право издания в Киеве журнала «Украина», который был призван стать наследником «Киевской старины», однако издание было прекращено уже в конце 1907 года.

### Украинский язык
В 1888 г. Науменко подготовил к печати свой «Опыт грамматики малорусского языка», однако цензура не пропустила эту работу. Пришлось пойти на некоторую хитрость, и в 1889 г. работа была опубликована в Киеве под названием «Обзор фонетических особенностей малорусской речи».
В 1905 году Науменко в качестве одного из экспертов участвовал в работе комиссии Академии наук, образованной под председательством академика Ф. Е. Корша для обсуждения по предложению Комитета министров вопроса об отмене стеснений украинской печати. В комиссию вошли академики В. В. Заленский, А. С. Лаппо-Данилевский, С. Ф. Ольденбург, А. С. Фаминцын, Ф. Ф. Фортунатов, А. А. Шахматов. 18 февраля 1905 года экстренное Общее собрание АН обсудило доклад комиссии, написанный А. А. Шахматовым. В докладе содержалось категорическое требование разрешить украинскому народу говорить публично и печатать на родном языке. Общее собрание Академии одобрило доклад комиссии. Доклад и постановление Общего собрания были направлены в министерство народного просвещения, однако чиновники не дали этим документам хода.
В 1906 году Науменко стал одним из основателей Украинского научного общества в Киеве и одним из его руководителей. В 1913 году передал в дар Украинскому научному обществу свою библиотеку в несколько тысяч наименований.
В 1917 году издал небольшую монографию «Общие принципы украинского правописания» («Загальнi принципи украϊнського правопису»), в 1918 году — «Руководство для изучения украинского языка в русских школах». В те же годы участвовал в подготовке к печати русско-украинского словаря, принимал участие в работе Комиссии по правописанию министерства просвещения Украины.

### После революции
4 (17) марта в Киеве была сформирована Украинская Центральная рада, В. П. Науменко был избран заместителем её председателя и исполнял эти обязанности до возвращения из ссылки М. С. Грушевского, заочно избранного её председателем. Уже через две недели, однако, с возвращением Грушевского, Науменко сдал полномочия и отказался войти в состав УЦР. Политика, а тем более революционная деятельность, его никогда не привлекала.
Отношение Науменко к тому, что творилось на Украине в 1917 году, можно увидеть в его письме П. Стебницкому от 1 июня 1917 года: «Очень-очень скверно чувствую я себя морально: горько глядеть мне на то, что делается вокруг, а особенно — в наших украинских делах… Только то для меня хорошо, что я, может, не доживу до полного разрушения всего того в строительстве наших украинских проблем, чем я жил долгое время своего сознательного пребывания на земле. С нынешней политикой украинцев, которые начали строить Украину методом захватническим ото всех, да ещё и завели свою собственную военщину (остаётся завести ещё своих собственных жандармов), мне не по дороге, а потому я не принимаю участия ни в каких делах, кроме просветительских…»
Крайне тяжело воспринял Науменко решение Центральной рады, обратившейся к Центральным державам за военной помощью в борьбе против советских войск. День, когда было объявлено о подписанном соглашении, он назвал в своей неоконченной записке «позорным днём для Украины, и ответ за этот позор должны принять на себя нынешние деятели…».
На первом собрании возрождённой киевской «Просвиты» Науменко был избран главой её временного правления, занял должность помощника первого украинского попечителя Киевского учебного округа М. Василенко (с лета 1917 года — попечителя округа). Ещё в марте 1917 года Науменко напечатал в газете «Киевская мысль» статью «Национализация школы на Украине», в которой изложил свою программу украинизации начальной, средней и высшей школы. И в этой статье, и в своих многочисленных выступлениях он призывал учитывать реальности, сложившиеся за несколько столетий, — если украинизацию сельских школ он считал возможным начать немедленно, то в городах с преобладанием русского языка это следовало делать постепенно, по мере подготовки необходимого количества учителей свободному владению украинским языком. Уже летом 1918 года министр просвещения Василенко предлагает гетману Скоропадскому пригласить Науменко на работу в Совет министров. 30 июля Науменко был назначен членом Совета министра народного просвещения и искусства, а 14 ноября он принял предложение принять пост министра просвещения. В этой должности ему удалось проработать всего месяц, за который, в частности, он принял участие в формировании руководства созданной Всеукраинской академии наук. Именно его подпись стоит под приказом о назначении В. Вернадского её президентом.
После установления власти Директории УНР Науменко вернулся к научно-педагогической работе. 5 февраля 1919 года Киев был занят советскими войсками. В июле Науменко был арестован ЧК по обвинению в контрреволюционной деятельности, осуждён и расстрелян.

## Статьи
- Книжная речь у малороссов и русинов
- Ревнители русского языка в Галиции